# 倭和会
倭和会（やまとかい）は、大阪府大阪市に本部を置いていた暴力団。2014年、解散した。

## 略歴
盛力健児（戸籍名・平川茂）は健竜会の渡辺芳則会長、健心会の杉秀夫会長とともに初代山健組の『三羽烏』と呼ばれた一人で、初代山健組では武闘派として大阪戦争で活躍し、長期服役を余儀なくされた。
五代目山口組が発足すると服役中にも拘わらず直参に昇格した。現場復帰後、渡辺五代目を支えながら持ち前の行動力で活躍して組織を拡大していった。六代目山口組発足後、後藤組後藤忠政組長の処遇問題で本家執行部を批判し除籍処分となった。盛力会の名跡は継承できずに解散。地盤を引き継いだのが、盛力会結成当時から最高幹部として盛力会長を支え組織発展のため尽力していた副会長の飯田倫功であった。飯田は倭和会を結成し六代目山口組の直参に昇格した。

## 歴代会長
盛力会
- 初代 - 盛力健児（六代目山口組若中、五代目山口組若中、二代目山健組舎弟頭補佐、初代山健組若頭補佐）

倭和会
- 初代 - 飯田倫功（六代目山口組若中、初代飯田組組長）倭和会解散後、倭和会若頭代行の松井信之が松竜連合会会長（六代目山口組若頭補佐）に倭和会の地盤を引き継ぎ二代目盛力会の名跡を継承
- 二代目 - 松井信之

## 最高幹部
- 会長 - 飯田倫功（六代目山口組若中）
- 若頭 - 川﨑淳二（川﨑組組長）
- 若頭代行-松井信之（松竜連合会）
- 舎弟頭 - 唐橋厳（三代目久富連合会会長）
- 舎弟頭補佐 - 白川斗敷
- 若頭補佐 - 足立真作（秀真会会長）

## 直系組織
- 二代目飯田組 - 福岡県
- 三代目久富連合会 - 京都府
- 秀真会 - 京都府
- 松元会 - 大阪府
- 三代目南組 - 大阪府
- 八洲連合 - 大阪府
- 盛竜連合会−大阪府